# Adrien Gillès de Pélichy
Adrien Gillès de Pélichy (Brugge, 24 februari 1909 – Nice, 9 mei 1979) was oorlogsschepen van Groot-Brussel en oorlogsgouverneur van de provincie Brabant.

## Levensloop
Adrien Gillès de Pélichy was de oudste van de negen kinderen van baron Bénédict Gillès de Pélichy en Adrienne le Bailly de Tilleghem. Beide ouders werden opeenvolgend burgemeester van de gemeente Snellegem, en werden hierin opgevolgd door zijn jongere broer Baudouin Gillès de Pélichy (1915-1997).
In 1930 trouwde hij met Godelieve Fraeys de Veubeke (Brugge, 1910 - Elsene, 2003). Zij was een achterkleinkind van Belgisch volksvertegenwoordiger en stafhouder aan de Gentse balie Louis Drubbel, een kleinkind van minister Victor Begerem en een dochter van Elisabeth Begerem (1882-1967) en van de Brugse advocaat Ludovic Fraeys de Veubeke (1882-1952). Ze kregen samen zeven kinderen, tussen 1931 en 1939.
Adrien Gillès sloot zich tijdens het interbellum aan bij Rex, de politieke partij gesticht door Léon Degrelle. Toen de Tweede Wereldoorlog uitbrak bleef hij tot de partij behoren en was weldra bereid om in de collaboratie met de bezetter te stappen. Toen in 1942 de fusie werd beslist van Brussel en zijn randgemeenten, werd Gillès tot schepen van de burgerlijke stand van Groot-Brussel benoemd. In maart van het jaar daarop werd het ambt van gouverneur van de provincie Brabant vacant, nadat Mathieu Croonenberghs benoemd was tot kabinetschef van de secretaris-generaal Gérard Romsée. Een opvolger vinden bleek in dit late stadium van de oorlog niet eenvoudig, want van maart tot september moest de oorlogsgouverneur van Antwerpen, Frans Wildiers, ook tijdelijk het gouverneurschap van Brabant waarnemen. In september 1943 bleek Gillès bereid de benoeming te aanvaarden en bleef het ambt uitoefenen tot aan de bevrijding begin september 1944.
Hij was ook voorzitter van de Grandes Conférences Européennes, een organisatie van de Rex-partij, die onder meer op 27 februari 1944 prominent meewerkte aan de triomfantelijke ontvangst van Léon Degrelle in Brussel, na zijn terugkeer van het Oostfront. Gillès nodigde Degrelle zelfs uit op een officiële receptie van het provinciebestuur, iets waarvoor hij door Romsée op de vingers werd getikt, omdat deze er tegen het einde van de oorlog op toezag dat hoge ambtenaren geen openlijke uitingen van collaboratie betoonden. Tegen het einde van de bezetting werd Gillès door Rex belast met de verantwoordelijkheid voor Brabant over de tot Rex behorende milities die de bedreigde partijleden moesten beschermen. Onvermijdelijk liep hij na de oorlog een veroordeling op en verloor hij zijn adellijke status en titel, in tegenstelling tot zijn zeven kinderen, die zowel status als titel behielden. Nadat hij zijn straf had uitgezeten, vestigde hij zich met vrouw en kinderen in Nice.